# Montfalcó el Gros
Montfalcó es una localidad española del municipio de Veciana, perteneciente a la provincia de Barcelona, en la comunidad autónoma de Cataluña.

## Toponimia
El nombre del lugar puede aparecer referido con las variantes Monfalcó lo Gros, Montfalcó y Montfalcó el Gros.

## Historia
Hacia mediados del siglo XIX, el lugar tenía contabilizada una población de 25 habitantes. Aparece descrito en el decimoprimer volumen del Diccionario geográfico-estadístico-histórico de España y sus posesiones de Ultramar de Pascual Madoz de la siguiente manera:

MONFALCÓ LO GROS: l. cab. de ayunt., que forma con Vesiana en la prov., aud. terr., c. g. de Barcelona (13 leg.), part. jud. de Igualada (3), dióc. de Vich. Tiene una reducida ermita de Santa Lucía aneja á la parr. de Vesiana, unida á dos casas que forman un pequeño l. llamado La Rubiola, y una torre del tiempo de los moros, muy elevada, y una parte de ella destruida. El térm. confina con Vilamayor, Castellnou y Tallada, del part. de Cervera (Lérida). El terreno es de mediana calidad. prod.: trigo, legumbres y vino, y cria algun ganado y caza. pobl.: 5 vec., 25 alm. cap. prod.: 890,800 imp.: 22,270.
(Madoz, 1848, p. 498)

En la actualidad pertenece al municipio de Veciana. En 2022, la entidad singular de población tenía empadronados 26 habitantes y el núcleo de población 7 habitantes.